# Rudnik nad Sanem
Rudnik nad Sanem (bis 1997 Rudnik, jiddisch: רודניק Rudnik) ist eine Stadt im Powiat Niżański der Woiwodschaft Karpatenvorland in Polen. Sie ist Sitz der gleichnamigen Stadt-und-Land-Gemeinde mit etwas mehr als 10.000 Einwohnern.

## Geographie
Der Ort befindet sich nahe dem Fluss San, daher der Namensteil nad Sanem (am San), der dem offiziellen Namen 1997 angefügt wurde. Die Stadt liegt 6,4 km südwestlich von Ulanów und 47 km nordöstlich von Rzeszów.

## Geschichte
Im Bahnhof von Rudnik ereignete sich am 17. Juli 1917 ein schwerer Unfall, als ein dort abgestellter Munitionszug des österreichisch-ungarischen Gemeinsamen Armee explodierte. 59 Menschen starben.

## Gemeinde
Zur Stadt- und Landgemeinde (gmina miejsko-wiejska) gehören neben der Stadt Rudnik nad Sanem vier Dörfer mit Schulzenämtern.